# Pterostylis dolichochila
Pterostylis dolichochila är en orkidéart som beskrevs av David Lloyd Jones och Mark Alwin Clements. Pterostylis dolichochila ingår i släktet Pterostylis och familjen orkidéer. Inga underarter finns listade i Catalogue of Life.